# Черепановська сільська рада
Черепа́новська сільська рада (рос. Черепановский сельский совет) — сільське поселення у складі Зміїногорського району Алтайського краю Росії.
Адміністративний центр — селище Беспаловський.

## Населення
Населення — 976 осіб (2019; 1062 в 2010, 1333 у 2002).

## Склад
До складу сільської ради входять:
| Населений пункт            | Населення, осіб (2002) | Населення, осіб (2010) |
| -------------------------- | ---------------------- | ---------------------- |
| Беспаловський, селище      | 857                    | 697                    |
| Красногвардійський, селище | 13                     | 2                      |
| Черепановський, селище     | 463                    | 363                    |